# 1960 في تونس
فيما يلي قوائم الأحداث التي وقعت خلال عام 1960 في تونس.

## سياسة

### انتهاء فترة المنصب
- 1 يناير – محمد عبد العزيز جعيط مفتي الجمهورية.

## رياضة
- 1 يناير – تونس في الألعاب الأولمبية الصيفية 1960

## مواليد

### يناير
- 1 يناير – ليلى مروان
- 29 يناير – مية الجريبي سياسية من تونس.

### مارس
- 4 مارس – علي بالشريفة سياسي من تونس.

### أغسطس
- 21 أغسطس – محمد ضيف الله

### سبتمبر
- 1 سبتمبر – شهيدة بن فرج بوراوي سياسية تونسية.
- 18 سبتمبر – لسعد العبدلي لاعب كرة قدم تونسي.

### أكتوبر
- 1 أكتوبر – محمد القوماني سياسي تونسي.

### نوفمبر
- 9 نوفمبر – توفيق بن بريك صحفي تونسي.
- 16 نوفمبر – فتحي البكوش منافِس أوليمبي تونسي.
- 30 نوفمبر – أحمد العجلاني مدرب كرة قدم تونسي.

### ديسمبر
- 7 ديسمبر – عبد اللطيف كشيش
- 17 ديسمبر – عبد الكريم الهاروني سياسي من تونس.